# Estivaux-Granit
Der Estivaux-Granit ist eine synkinematische, kalkalkalische Granitintrusion im Grundgebirge des nordwestlichen französischen Massif Central. Er bildet Teil der Thiviers-Payzac-Einheit und wurde im Unterkarbon verformt.

## Etymologie
Der Estivaux-Granit ist nach seiner Typlokalität, der Gemeinde Estivaux im Département Corrèze, benannt.

## Einführung

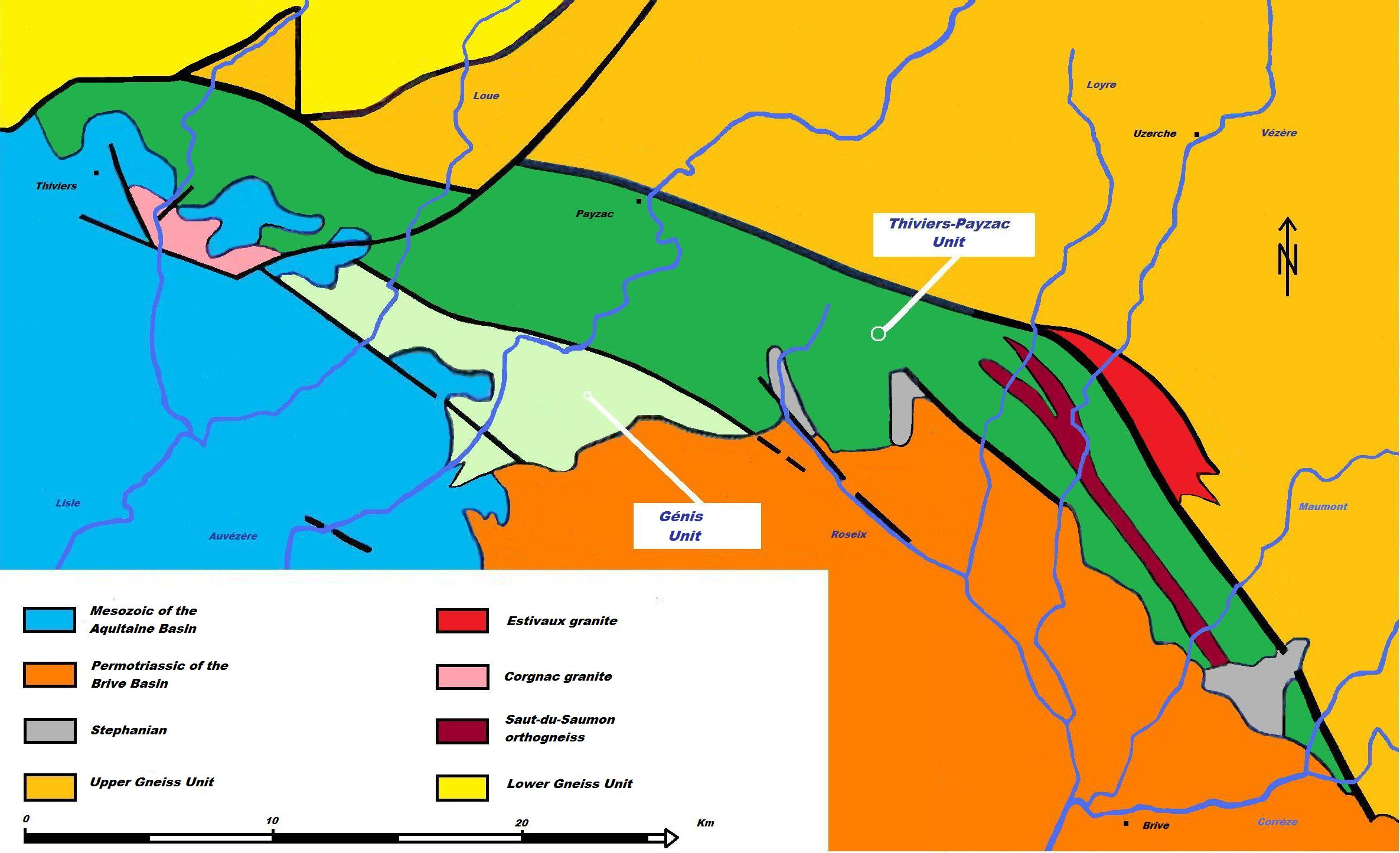
Geologische Übersichtskarte zur Situierung der Thiviers-Payzac-Einheit (in grün). Der Estivaux-Granit befindet sich Mitte rechts (in rot).

Der Estivaux-Granit ist in Nordwest-Südostrichtung etwa 8 Kilometer lang und in Nordost-Südwestrichtung nur 3 Kilometer breit. Mittels der Estivaux-Störung – einer steil stehenden, sinistralen Seitenverschiebung – wird er im Nordosten gegen die Gesteine der Unteren Gneisdecke abgegrenzt. Die Südwestseite der Intrusion wird vom Thiviers-Sandstein umrahmt. Entlang seiner ausgefransten Südostseite fließt der Clan, in dessen Nähe mehrere kleinere Apophysen aufgedrungen sind. An seiner Nordwestseite ist der Granit in mehrere langgezogene, tentakelförmige Fortsätze aufgespalten. Die Nordostseite der Intrusion ist gneishaft ausgebildet und wird von Mylonitzonen durchzogen.

## Petrologie

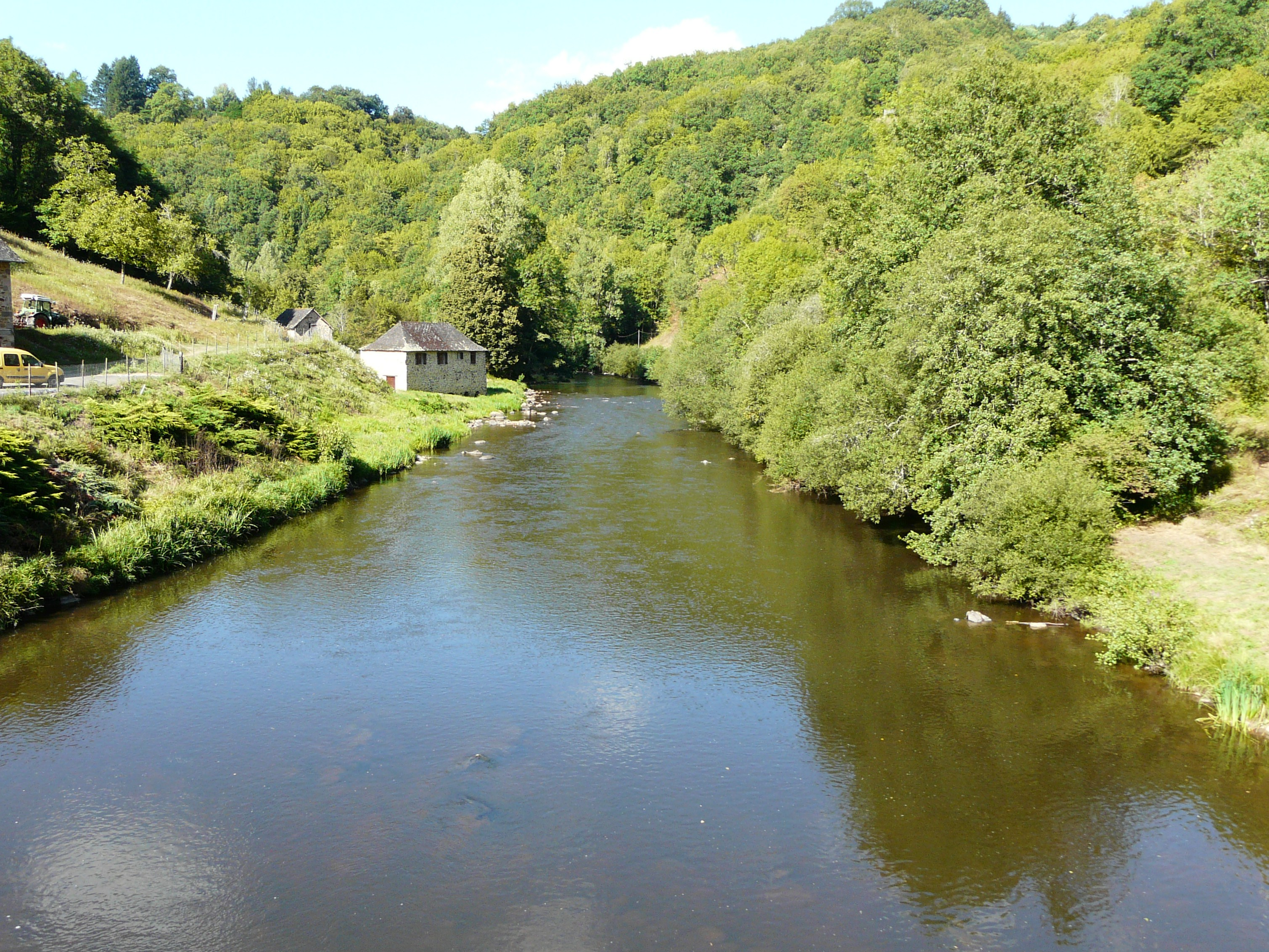
Der Vézère am Pont de Comborn, Blick nach Nordost. Die dichten Wälder bedecken hier den Estivaux-Granit.

Im Granit können vier verschiedene Faziesbereiche unterschieden werden:
- melanokratische Fazies entlang der Südwestseite
- leukokratische Fazies entlang der Nordostseite
- weiße Fazies im Zentrum
- rosafarbene Fazies am Südostrand

### Mineralogie
Der Mineralbestand des Estivaux-Granits in der melanokratischen Fazies setzt sich wie folgt zusammen:
- Als Porphyroklasten:
  - Orthoklas – bis zu 4 Millimeter große Porphyroklasten, teilweise zerbrochen und von Mikroaplit verfüllt[1]
  - Biotit
  - Hornblende
- Essentielle Minerale im Submillimeter- bis Millimeterbereich sind:
  - Quarz
  - Mikroklin
  - Plagioklas (Albit/Oligoklas)
  - Biotit – auch porphyroklastisch, mit Zirkoneinschlüssen
  - Muskovit
  - grüne Hornblende – auch porphyroklastisch
- Akzessorische Minerale sind:
  - Titanit
  - Zirkon
  - Myrmekit

Die melanokratische Fazies enthält sehr viele mafische Inklusionen und Schlieren. Die weiße und die rosafarbene Fazies sind eine feinkörnigere Abwandlung der melanokratischen Fazies, in beiden Fazies tritt jedoch Hornblende und Titanit nicht mehr auf. Der Farbkontrast ist auf die unterschiedliche Einfärbung der Feldspäte zurückzuführen, so dürfte die rosafarbene Fazies wesentlich Hämatit-reicher sein. Die leukokrate Fazies ist als sehr stark zerscherter Leukogranit anzusehen, der sehr reich an Muskovit ist.

### Chemische Zusammensetzung
| Oxid Gew. % | Estivaux-Granit |
| ----------- | --------------- |
| SiO2        | 71,00           |
| TiO2        | 0,25            |
| Al2O3       | 15,30           |
| Fe2O3       | 0,55            |
| FeO         | 1,20            |
| MnO         | 0,03            |
| MgO         | 0,85            |
| CaO         | 1,40            |
| Na2O        | 4,70            |
| K2O         | 4,20            |
| P2O5        | 0,09            |
| H2O−        | 0,10            |
| H2O+        | 0,65            |

## Verformung
Der Estivaux-Granit wurde in seiner Gesamtheit heterogen verformt. Im Granit besteht ein starker Gradient im Verformungsgrad und in der Mineraleinregelung von Südwest nach Nordost; so geht mit allmählicher Annäherung an die S-C-mylonitische, linksverschiebende Estivaux-Störung die nur wenig beanspruchte melanokratische Fazies in die stark verformte leukokratische Fazies über, gleichzeitig sinkt der Gehalt an Mikroaplit (Restschmelze) von 20 auf nur noch 5 %.
Der Schersinn im Estivaux-Granit ist einheitlich sinistral.

## Alter
Roig und Kollegen (1996) fanden mit der Argonmethode für den Estivaux-Granit ein Alter aus dem Tournaisium von 346 ± 3,5 Millionen Jahren. Da es sich hierbei jedoch um ein Abkühlungsalter der Intrusion auf 350/300 °C handelt, dürfte das eigentliche Intrusionsalter wesentlich höher liegen, möglicherweise bei 360 bis 355 Millionen Jahren. Die Entstehung des Granits steht folglich mit der kalkalkalischen und subalkalischen Limousin-Tonalitlinie in Zusammenhang, deren maximale Aktivität in den Zeitraum 358 bis 350 Millionen Jahre fällt.